# Fuerte San Rafael del Diamante
El Fuerte San Rafael del Diamante, también conocido como Fuerte de San Rafael, fue una estructura militar fundada el 2 de abril del año 1805, construida a orillas del Río Diamante. Fue el que dio el inicio para el establecimiento de un poblado en los alrededores del Fuerte, naciendo así, la historia de San Rafael. 
Tras la recomendación del Comandante de Armas de la Frontera de Mendoza, Faustino Ansay, y la aprobación del virrey Rafael de Sobremonte, la construcción fue llevada a cabo por el teniente coronel Miguel Teles Menezes, quien fue el Comandante del Fuerte San Carlos en ese entonces. Junto con el fraile franciscano, Francisco Inalicán, se llevó a cabo la fundación del fuerte que se ubicaría en la zona Sur de Mendoza. Fue una de las últimas fortificaciones militares construidas bajo el dominio del Imperio Español. El nombre del Fuerte fue en homenaje al Virrey Sobremonte. 
Poco antes de su re descubrimiento arqueológico se suscitó un importante debate acerca de la ubicación, ya que los documentos coloniales lo indicaban en las juntas de los ríos Atuel y Diamante sitio que fue descartado por los hallazgos en la Villa 25 de Mayo en la margen norte del Río Diamante. 

## Objetivos
Su objetivo principal era de proteger ante las posibles incursiones de los pueblos originarios que provenían desde el sur. Otros de sus objetivos fue de establecer un poblado, a denominar "San Rafael"en este caso, con objeto de realizar negociaciones políticas entre los pueblos originarios, y de llevar a cabo la evangelización hacia la zona sur por medio de intervenciones franciscanas de aquel entonces.
Además tuvo como un propósito básico el de demarcar la frontera entre el virreinato del Río de la Plata con los pueblos originarios de la zona sur del mismo virreinato.
El Fuerte cumplió con múltiples funciones durante sus años de servicio activo, desde su fundación en el 2 de abril del año 1805, hasta a finales del siglo XX. Donde ya para esa fecha, el edificio se dejó en total abandono.

## Características
El edificio fue ubicado hacia la zona norte del río, donde sus puertas son direccionadas hacia el norte, dando desde la espalda del Fuerte hacia el lado sur, donde están ubicadas al cerro Bola y al río mismo.
El edificio militar estaba hecho de adobe o adobón de barro, cimientos de piedras y barro, con revestido del interior de las habitaciones con piso de piedra, puertas de madera estilo francés y revestimiento de barro en las paredes. Además de techo de paja y ramas. En su conjunto, se compone de la siguiente manera:
- Murallas de circunvalación de 4,5 varas (3,76 metros).

- Cuatro baluartes en cada esquina, con una altitud de 5 metros, de ancho 3,50 metros y de longitud 3,50 metros. De un baluarte a otro tendría una medida de 26 metros, donde se conformarían las murallas. Desde una esquina a hacia la esquina contraria son un total de 33 metros de diámetros.

- En el centro se encontraba una cisterna, la iglesia dando espalda al río (Norte).
- Por los lados adyacentes de la iglesia, la armería y la habitación del cura y del comandante.
- Zona Oeste, las habitaciones de los soldados.
- Zona Este, el cuartel.
- Zona Sur, la entrada, la guardia y el calabozo.

## Historia del fuerte[5]
Su fecha de construcción se presume que se llevó a cabo a partir de la fecha del 2 de abril de año 1805. Donde, a partir de ese año, ejerció una función importante para el control de frontera entre el virreinato del Río de la Plata, y más tarde, Provincias Unidas del Sur, de los pueblos indígenas del sur de Mendoza. Desde aquí, el Fuerte ha transitado por múltiples situaciones que fue involucrado el mismo edificio.
| Nombres                | Rango Militar    | Año         |
| ---------------------- | ---------------- | ----------- |
| Miguel Teles Menezes   | Teniente Coronel | 1805-1809   |
| Manuel Montaña         | Teniente         | 1809        |
| Manuel Corvalán        |                  | 1810        |
| Manuel Lopez           |                  | 1822-1835   |
| Juan Antonio Rodríguez |                  | 1835-1847   |
| Manuel Pedernera       |                  | 1847-1857   |
| Fransisco Clavero      |                  | 1857-1859   |
| Ramon Flores           |                  | 1860        |
| Tomas Irusta           | Subdelegado      | 1860        |
| Egidio Anzorena        | Subdelegado      | 1861        |
| Manuel José Olascoaga  | Teniente Coronel | 1862        |
| Ignacio Miguel Segovia | Teniente Coronel | 1863        |
| Pablo Irrazábal        | Coronel          | 1864        |
| Ignacio Miguel Segovia | Coronel          | 1864 y 1867 |
| Luis Tejedor           | Teniente Coronel | 1875        |
| Eugenio Santander      | Subdelegado      | 1877        |

Miguel Teles Menezes
Correspondiente fundador del Fuerte. Ejerció como comandante del fuerte entre los años 1805 hasta el 1809, abandonando su puesto debido a que poseía una enfermedad mortal, dando lugar a su fallecimiento el 13 de enero del 1810.

#### Manuel Corvalán
Ejerció su cargo desde el Fuerte Real San Carlos de Mendoza. Fue designado por el virrey Cisneros.

#### Caso Irrazábal
Entre los años 1861 hasta el año 1863, el fuerte estuvo comandado por el comandante de fronteras Pablo Irrazábal, quien estuvo a cargo de realizar las tareas de mantenimiento y de vigilia bajo las órdenes del Coronel Manuel José Olascoaga hasta el año 1863. A partir dicho año, el fuerte se dejó a manos del teniente coronel Ignacio Segovia.
Para el año 1864, el comandante Pablo Irrazábal abandona su puesto tras haber realizado una sublevación contra el coronel Ignacio Segovia.

#### Ignacio Miguel Segovia[7]
Para el año 1863, había arribado hacia San Rafael el teniente coronel Ignacio Segovia, donde comandó al Fuerte del Diamante y el regimiento 1° de caballería durante un buen periodo de tiempo. En el año 1864, fue ascendido a Coronel.
Tras estallar la guerra de la Triple Alianza, el coronel Segovia fue convocado para ser partícipe de la guerra, ya que fue solicitado por parte del presidente de aquel entonces, Bartolomé Mitre. Ante esta decisión, el coronel Segovia abandona el puesto en el año 1865 y los deja la seguridad del Sur de Mendoza en manos de su pequeña guarnición de al menos 50 hombres que albergaba en el Fuerte por al menos dos años.

Hacia el año 1867, Ignacio Segovia regresó desde su campaña de la guerra paraguaya. Donde lo cual, ha dado en cuenta de las condiciones que se encontraba el Fuerte en sí, mencionando lo siguiente: 
“… tengo la necesidad de componer el Cuartel que ocupa el Regimiento de mi mando por hallarse completamente deteriorado y amenazando desmoronarse por todas partes a causa de su excesiva vejez, mala construcción y pésimos materiales”. A.H.M.Bs.As. Marzo 1869.
Por lo que se ordenó, realizar una reparación y modificación del conjunto militar.
En el año 1867, tras haber rechazado una invasión indígena, fue ascendido a Comandante de la Línea.

#### Visita del coronel Ignacio Hamilton Fotheringham y el duelo de Montoya contra Barros
El coronel Ignacio Fotheringham había transitado por el sur de Mendoza para el año 1868, donde presenció un enfrentamiento entre el regimiento dirigido por el coronel y comandante de la línea, Ignacio Segovia, y el capitán Ezequiel Montoya, quienes luchaban contra los malones y desertores a las afueras del propio Fuerte del Diamante, más precisamente, en la zona este. Así relató el propio coronel Fotheringham tras ver el duelo:
"Los indios formados en línea extensísima, haciendo caracolear sus caballos y cimbrando las largas lanzas, hacían vibrar el aire con sus tremendos alaridos precursores del ataque a fondo. […] En esto avanzó un indio; no, no era un indio, era un cristiano desertor del Regimiento 1°, un trompa Barros. Bien montado, bien armado de larga chuza. Acerándose sólo y rayando el pingo gritó con voz bien templada: “¡A ver ese capitán Montoya tan mentado!, ¡que salga ese guapo!” […] Montoya no vaciló ni un segundo, se presentó y solicitó permiso a su jefe para aceptar el reto, envainó su sable curvo, ajustó la cincha sin bajarse, empuñó también una lanza y se apartó al trote de sus camaradas. Había que verlo, solo, montado en un flete azulejo over, guapo y ligero, la lanza en la mano derecha y las riendas bien agarradas en la izquierda, firmes los pies en los estribos, la mirada imperturbable clavada en el enemigo. [...] A la carga se fueron los dos campeones castigando con furia los buenos fletes en que iban montados.
Erró el trompa, o flaqueó a última hora; pues con brazo firme y tieso le traspasó Montoya de terrible lanzazo, entrando la punta por la boca y saliendo por la nuca…"
- Ignacio Fotheringham - La vida de un soldado
Tras el triunfo de Capitán Ezequiel Montoya, los malones dieron la vuelta, mientras que el regimiento de Segovia, tras ver el duelo, decidieron dar caza a los malones restantes. Ante este acto, el paraje ubicado en el distrito de Las Paredes fue bautizado como "Capitán Montoya".

#### El paso del coronel José Antonio Salas[12]
Comandante Salas arriba hacia el fuerte de San Rafael en el año 1872, donde en lo cual entró en acción ante el levantamiento de Segovia que se produjo en el año 1873. 
Su regimiento residió por muy poco tiempo en el Fuerte y se trasladó para el año 1877, junto con su regimiento n.º 7 de Caballeriza, hacia el actual distrito de Cuadro Nacional, ubicado en el departamento de San Rafael, donde fundó un puesto militar en la zona, donde más tarde, se le conocería como Guarnición de Ejército San Rafael. 

### Finales delsigloXIXy principios delsigloXX
Para el 12 de abril de 1879, el edificio del fuerte quedó en manos del propio Estado, donde al principio, fue ocupado como una escuela y correo. Pero, las condiciones que ofrecían ya no daba para que se albergara más gente en el lugar, debido a que ya para la comunidad, no cumple una función más que para ser un antiguo edificio del pasado.

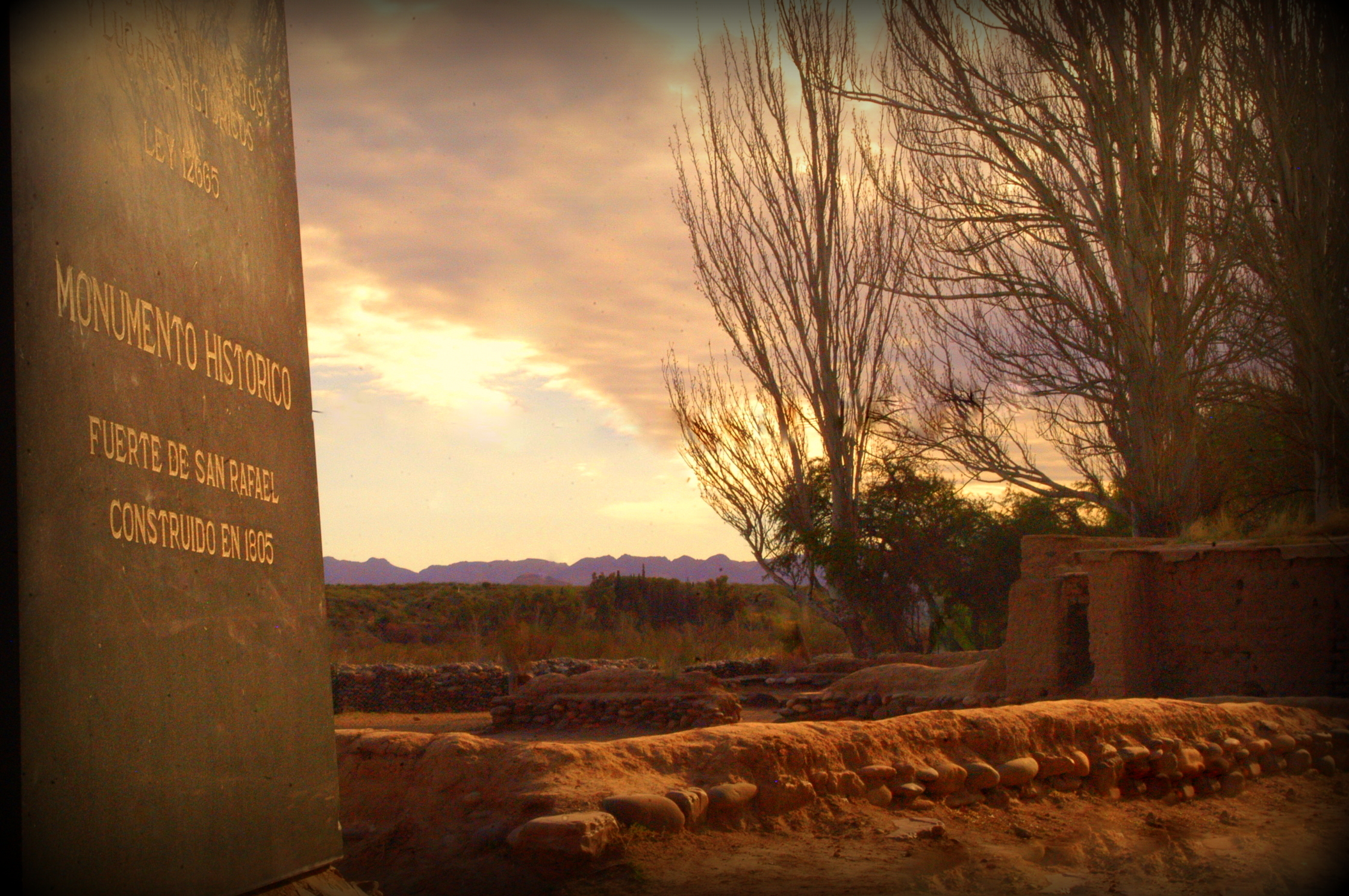
Ruinas del Fuerte - Año 2010

Después de haber cumplido su función, el edificio quedó en abandono y para los siguientes años las continuas crecidas del río fueron deteriorando más a la estructura de la misma, por lo que el pueblo de ese entonces, lo dejó en el olvido por un tiempo.
En el año 1903, una de las más fuertes crecidas del río Diamante se llevó gran parte del edificio, junto con lo que quedaba de la iglesia, las habitaciones y la armería. Solamente permanecieron la entrada, un par de habitaciones y los dos baluartes del frente. 
Hoy en día, solo se pueden observar sus cimientos de los baluartes y de las habitaciones.

## Actualidad
Gracias al equipo arqueológico que fue dirigido por el Dr. Humberto Lagiglia en el año 2006, se recuperó piezas arqueológicas históricas del fuerte y fueron guardados en el museo local de la zona.
"Los restos del fuerte fueron declarados Monumento Histórico Nacional mediante decreto nacional de fecha 10 de diciembre de 1942 y ahí empezaron los problemas para el Fuerte, porque la Comisión Nacional de Monumentos Históricos nunca aprueba ningún proyecto que se presente para preservar las ruinas, que van quedando cada vez menos." - Prof. María Elena Izuel para Día del Sur Noticias. 
Se realizaron demás investigaciones arqueológicas en la zona, la primera en el año 1975, otra dirigida por Carlos Villegas en el año 1996, y en el 2007, por el equipo arqueológico dirigida por María Inés Izuel.Una síntesis puede consultarse aquí: Nota en Diario Mendoza sobre excavaciones en el Fuerte San Rafael del Diamante. 
Las ruinas del fuerte se ubican en la plaza de las armas del distrito Villa 25 de Mayo del departamento de San Rafael, Argentina.